# Szypliszki (gmina)
Szypliszki est une gmina rurale du powiat de Suwałki, Podlachie, dans le nord-est de la Pologne, sur la frontière avec la Lituanie. Son siège est le village de Szypliszki, qui se situe environ 21 km au nord-est de Suwałki et 126 km au nord de la capitale régionale Białystok.
La gmina couvre une superficie de 156,55 km2 pour une population de 4 008 habitants.

## Géographie
La gmina inclut les villages d'Adamowizna, Aleksandrówka, Andrzejewo, Becejły, Białobłota, Bilwinowo, Budzisko, Czerwonka, Dębniak, Dębowo, Deksznie, Fornetka, Głęboki Rów, Grauże Stare, Jasionowo, Jegliniec, Jeziorki, Kaletnik, Klonorejść, Kociołki, Krzywólka, Kupowo-Folwark, Lipniak, Lipowo, Łowocie, Majdan, Mikołajówka, Nowe Grauże, Olszanka, Podwojponie, Pokomsze, Polule, Postawelek, Przejma Mała, Przejma Wielka, Przejma Wysoka, Romaniuki, Rybalnia, Sadzawki, Sitkowizna, Słobódka, Szelment, Szury, Szymanowizna, Szypliszki, Węgielnia, Wesołowo, Wiatrołuża Druga, Wojponie, Wygorzel, Zaboryszki, Żubryn et Żyrwiny.
La gmina borde la ville de Suwałki et les gminy de Jeleniewo, Krasnopol, Puńsk, Rutka-Tartak et Suwałki. Elle est également frontalière de la Lituanie.